# (9060) Toyokawa
(9060) Toyokawa (1992 RM) – planetoida z pasa głównego asteroid okrążająca Słońce w ciągu 3,27 lat w średniej odległości 2,2 au. Odkryta 4 września 1992 roku.